# Genrich Osipovič Graftio

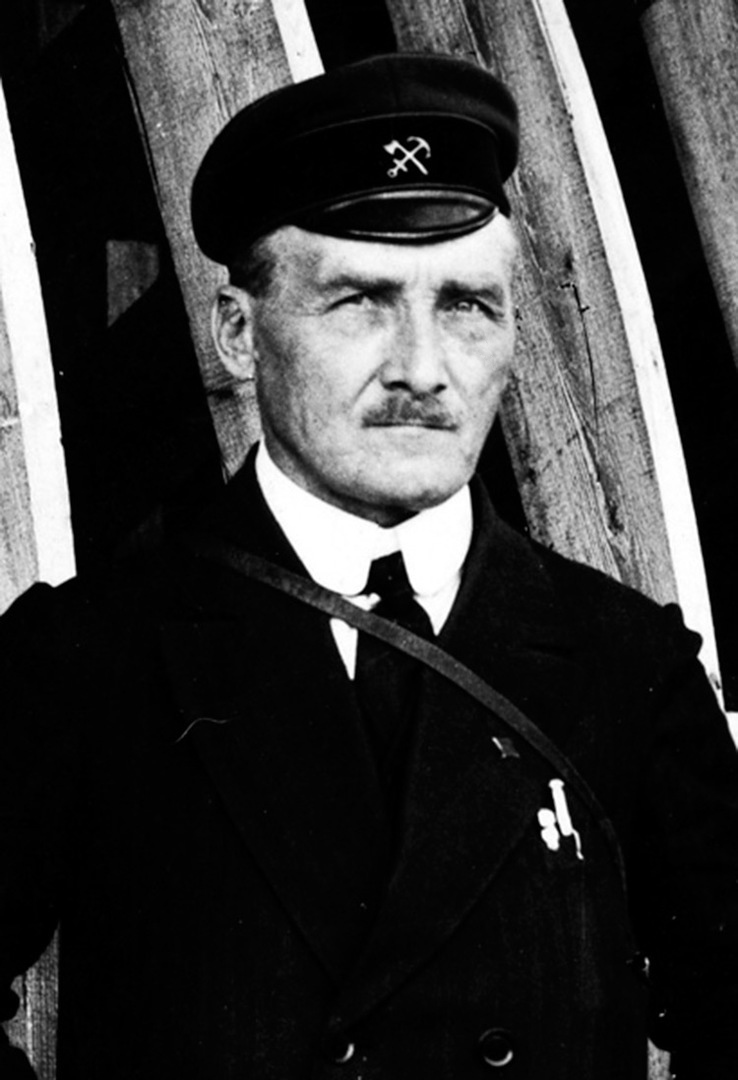
Genrikh Graftio

Heinrich oder Genrich Osipovič Graftio (russisch Генрих Осипович Графтио; * 14. Dezemberjul. / 26. Dezember 1869greg. in Daugavpils, Gouvernement Witebsk, Russisches Kaiserreich; † 30. April 1949 in Leningrad) war ein Oberingenieur im Wasserkraftwerksbau und Professor für Elektrotechnik.
Graftio erwarb 1892 einen Abschluss an der Neurussland-Universität in Odessa und 1896 am Sankt Petersburger Institut für Verkehr und Nachrichtentechnik.
Zwischen 1900 und 1917 entwarf und baute er Eisenbahnen und plante auch ein Straßenbahnsystem für Sankt Petersburg.
Ergänzend zu den Wasserkraftwerken am Vuoksi (um 1905) und am Wolchow (1910/11, gebaut 1921–1927 von Architekt Oskar Munz) plante er eine Elektrifizierung der Eisenbahnen der Krim und Transkaukasiens. Nach zehnjähriger Planung, die in der Zarenzeit als unnötig angesehen wurde oder der sich Landbesitzer widersetzt hatten, hatte Lenin ihn im Januar 1910 aufgefordert, seine Pläne am Wolchow endlich in die Tat umzusetzen.
Ab 1907 lehrte er in St. Petersburg Elektrotechnik und wurde 1921 Professor. 1932 wurde er zum Mitglied der Akademie der Wissenschaften der UdSSR gewählt.
Er war Mitglied der GOELRO. In Sankt Petersburg ist eine Straße nach ihm benannt. Der Berg Gora Akademika Graftio in der Antarktis trägt ebenfalls seinen Namen. Bestattet ist er auf dem Bolscheochtinskoje-Friedhof in Sankt Petersburg.

## Veröffentlichungen
- Ueber den von der St. Petersburger Kreisverwaltung der Wege ausgearbeiteten Plan der Kraft-Ausnutzung der Wolchow-Stromschnellen für den Schiffzug auf den Ladoga-Kanälen; 1902 (zum IX. Internationaler Schiffahrts-Congress : Düsseldorf 1902)
- Stroitel pervych gidroelektrostancij v SSSR; 1953